# PHASE 2
『PHASE 2』（フェーズ ツー）は、2014年8月6日に発売された、Fear, and Loathing in Las Vegasの3枚目となるアルバムである。

## 概要
メンバーの一人であったベースのMashu脱退後、新たにベースのKeiを迎えた新体制として初のリリースアルバムとなる。先行シングル「Rave-up Tonight」を含む全11曲を収録。リリース発表は2014年3月23日に神戸ワールド記念ホールにて行われた初ワンマンライブのMCにて公表された。
ジャケットアートはホログラム仕様。ジャケットサイズステッカー付であった。
新たな試みとして、ギターのSxunのコーラスや、スラップベースを豊富にしたり、1トラック目から2トラック目にかけて繋がる仕様に収録されており、シングルに収録されているRave-up Tonightとはまた違った始まり方になるよう工夫されている。
また、本作あたりからTaikiがMV内で奇抜な格好をするようになる。これについてSoは、「メンバー、マネージャーみんなで話して、似合うから良いんじゃないということで……。あとはTaikiさんが振り切ってやったので、すごく良い味付けになっていると思うし、僕らもテンション上がるので」と述べており、メンバーも楽しんでいるとのこと。

## 制作背景
Sxunは前作『All That We Have Now』が一つの集大成であるとしており、「次のアルバムが相当良くないとみんなをガッカリさせてしまうと思っていましたので、ハードルを高めに設定して制作を始めたんです。前作リリース直後はアイデアを出し切ってしまってたんで何もなかったし、それならしっかり時間をかけて、高めに設定したハードルを越えられるものを出したかったんです」と語る。本作の制作については、「リリース直後から作っていこうって話だったんですけど、シングル曲以外の制作はその直近のライヴなどにどうしても気持ちがいってしまって、あまり制作に没頭できなかったんですが、制作作業も後半になるにつれてスピードが上がってきました。またアルバム制作以外にもバンドが抱えている問題もあったので、そういった問題の方を優先していた感じですね」と述べている。
また、制作の部分ではベースがKeiに変わったため、どんどんバンド・サウンドにベースのアレンジを取り入れていったが、新しい音が目立ってくると、どれを引っ込めるかというバランスが難しかったという。Sxun曰く、「やっぱりベースを押しすぎると全体のバランスも悪くなると思ったんで、うまく要所要所で見せ場を作っていきたかったんです」とのこと。
制作はMinamiとSxunの2人でスタジオ以外でも一緒に集まって曲を作ることを始め、そこが大きく変化した。制作終盤はリハーサル・スタジオでメンバー全員で集まっても、SxunとMinamiはロビーで作業をしており、その間メンバーはスタジオでフレーズを練習したりライヴの曲を練習したりと、分担することも多くなったという。

## 評価
激ロック代表の村岡俊介は、「オートチューンをかけたハイトーン・ヴォーカルと強烈なシャウトが交錯するツイン・ヴォーカル・スタイル、アッパーなEDMサウンド、激重リフが唸るブレイクダウン、性急でカオティックな曲展開......。彼ら独自の音楽性にはさらに磨きがかけられ強度を増している。新ベーシスト、Keiのテクニカルなスラップ・ベースやSoによるラップ、7分越えの過去最長曲など攻めの新機軸も満載だ」と本作を評した。
また、タワーレコードオンラインにてライターの山口哲生は本作を「とにかくエクストリーム! ポップ・パンクとソカを横断する爽快感抜群の“Swing It!!”など、〈何曲分のパターンをぶっ込んでくんのよ?〉と言わずにはいられない曲展開は、相変わらず大胆不敵かつ予測不能。なかでも、リンプ・ビズキットを彷彿とさせるダーティーなラップ・メタル・パートを盛り込んだ“Nail the Shit Down”が新鮮だ。十八番であるキャッチーなシンセで牽引するスタイルも健在だが、ちょっと抑えめにしている印象もあって、最強の武器を使わずに挑む5人の気概を感じさせる」と評した。

## 収録曲
| #         | タイトル                                     | 作詞  | 作曲・編曲 | 時間 |
| --------- | -------------------------------------------- | ----- | ---------- | ---- |
| 1.        | 「Are You Ready to Blast Off?」              |       |            | 1:53 |
| 2.        | 「Rave-up Tonight」                          |       |            | 3:22 |
| 3.        | 「Swing It!!」                               |       |            | 3:38 |
| 4.        | 「Thunderclap」                              |       |            | 3:39 |
| 5.        | 「Interlude」                                |       |            | 2:17 |
| 6.        | 「Virtue and Vice」                          |       |            | 3:26 |
| 7.        | 「Nail the Shit Down」                       |       |            | 3:32 |
| 8.        | 「Rain Inside Your Eyes」                    |       |            | 3:51 |
| 9.        | 「Counterattack by the Sesame Sized Bodies」 |       |            | 3:40 |
| 10.       | 「Flutter of Cherry Blossom」                |       |            | 3:35 |
| 11.       | 「Stay as Who You Are」                      |       |            | 7:21 |
| 合計時間: | 合計時間:                                    | 40:14 |            |      |

## 曲解説
1. Are You Ready to Blast Off?
アルバムのSE的な立ち位置として製作されており、第2章へ突入するというような意味。「アルバムを聴き始める準備はできてるか」という意味もある[4]。また、Track.2の「Rave-up Tonight」へ繋がっており、それに向けて「準備はいいか？」という意味でもある[4]。
2. Rave-up Tonight
2ndシングル曲。
3. Swing It!!
MVが制作された。
4. Thunderclap
MVが制作された。
Sxun曰く、「自分たち本来のツイン・ギターのリフで押して行く部分や、コアでラウドな部分など、勢いが強い曲になってる思います[2]」とのこと。またキーボードのフレーズを考えたのはMinamiであり、Sxunは「キーボード・ソロのフレーズが先にあって、その後ギター・リフを作ったんですが、ソロとリフを一緒に演奏するか分けてやるかで悩んだんですけど、結果的に分けることにしました。あのキーボード・パートはMinamiらしいソロで適度にクサさもあるので、その前に俺のギター・リフで味付けした感じです[2]」と述べている。
MVは演者の手元を中心に撮影されているが、これは「今コイツとコイツがハモってる」というようなものまでピックアップできるからである[2]。
5. Interlude
6. Virtue and Vice
MVが制作された。
7. Nail the Shit Down
仮タイトルは「ミクスチャー」[7]。オートチューンをかけずにSoがラップをするパートがある。So曰く、「最初はMinamiやTaikiさんが試してくれたんですが、最終的には俺がやってみようということになって、今までやってないチャレンジでしたね[4]」とのこと。ギターとキーボードはあえて散らかしており、そういう違和感を上手く使った楽曲でもある[7]。
8. Rain Inside Your Eyes
So曰く、Sxunと相談しながら「ここはもっと優しい方がいいんじゃないか」とか「ヴォーカルの表情が見えるように」ということを特に意識した[4]。アコースティック・ギターを用いた、本格的な大人びたバラードである[8]。
9. Counterattack by the Sesame Sized Bodies
So曰く「蟻の歌」。蟻が頑張っているところを想像して「ゴマ粒サイズの体（Sesame Sized Bodies）」との事。仮タイトルは「コア」だったが、これはカオス感を入れ込んだ曲にしようという話になり、Minamiの不気味なシャウトや今までにないヴォーカルスタイルを取り入れた試みから。
また同曲は、アルバム製作の最後に完成した曲であるが、製作期間はほぼゼロ[7]。何とかできたものをメンバーがすぐに聴いて、各々のパートを細かく修正してレコーディングに臨み、作業中にミスしたテイクやテンポを誤ったものは、あえてそのまま活かしてみたりとイレギュラーなこともうまく活用し他楽曲である[7]。
10. Flutter of Cherry Blossom
Sxun曰く、「BPMも曲の雰囲気も今までにないタイプの踊らせる曲[8]」。
11. Stay as Who You Are
彼らの楽曲では唯一、演奏時間が7分を超える楽曲である。仮タイトルもSxun曰く「長い曲」であった。3部構成となっており、目まぐるしく曲展開する構成となっている。歌詞についても「"こんなことがあったんだよ"という今までのバンドの歩みや、"ここからどうしていきたい"というような気持ちも歌っています。」とのこと。[8]。
また、Track.1の「Are You Ready to Blast Off?」とリンクさせるように意図して作られており、歌詞もリンクしていたり、フレーズもよく聴くと少し似ているものが入っているなど、アルバム全体で1つにまとまっているという雰囲気を出す楽曲[8]。

## タイアップ
Rave-up Tonight
- アーケードゲーム「機動戦士ガンダム エクストリームバーサス マキシブースト」OPテーマ
- 日本テレビ系バラエティ番組『ぐるぐるナインティナイン』EDテーマ

Thunderclap
- テレビアニメ『戦国BASARA Judge End』OPテーマ

Virtue and Vice
- テレビアニメ『極黒のブリュンヒルデ』OPテーマ[9]

## 備考
初回生産分購入特典として、抽選で「First One Man Show 2014@神戸ワールド記念ホール　ライブDVD」神戸ワールド記念ホールでの初ワンマンの模様をダイジェスト収録したDVDや、Sxunモデルのギター、Taikiセット（「Virtue and Vice」のPVでTaikiが着用していた長靴とクワ、アルバム製作過程で折れたギター）、オリジナルクリアファイルのいずれかを選び応募するアルバム応募者抽選特典、そして先行シングルに封入されていた応募券を貼り付け、「Never Say Never」（新曲）、「Evolution（Retake）」「Just Awake（serph remix）」のいずれか1曲を選び応募することで、抽選でその曲がダウンロードできるURLを記載したDLカードが送られる連動応募者抽選特典の、2つが印されたハガキが封入されていた。（いずれも2014年10月31日まで）

## ツアー
以下の日程でリリースツアーが組まれた。
| PHASE 2 Release Tour              | PHASE 2 Release Tour                 | PHASE 2 Release Tour                |
| --------------------------------- | ------------------------------------ | ----------------------------------- |
| 09月04日(木)                      | 新木場 STUDIO COAST                  | LOUDNESS                            |
| 09月06日(土)                      | 柏 PALOOZA                           | KNOCK OUT MONKEY                    |
| 09月07日(日)                      | 横浜 LIZARD                          | KNOCK OUT MONKEY                    |
| 09月11日(木)                      | 大阪 なんばHatch                     | THE冠                               |
| 09月13日(土)                      | 名古屋 DIAMOND HALL                  | locofrank                           |
| 09月15日(月)                      | 京都 MUSE                            | パスピエ                            |
| 09月18日(木)                      | 福岡 CB                              | JAWEYE / UZMK                       |
| 09月20日(土)                      | 大分 T.O.P.S Bitts HALL              | JAWEYE / UZMK                       |
| 09月21日(日)                      | 小倉 LIVE SPOT WOW!                  | JAWEYE / UZMK                       |
| 09月23日(火)                      | 鹿児島 SR HALL                       | JAWEYE / UZMK                       |
| 09月27日(土)                      | 沖縄 桜坂CENTRAL                     | HER NAME IN BLOOD                   |
| 10月02日(木)                      | 高松 DIME                            | FIVE NEW OLD                        |
| 10月04日(土)                      | 高知 X-pt.                           | GOOD 4 NOTHING                      |
| 10月05日(日)                      | 岡山 CRAZYMAMA KINGDOM               | GOOD 4 NOTHING                      |
| 10月10日(金)                      | 代官山 UNIT                          | パスピエ                            |
| 10月12日(日)                      | 盛岡 CLUB CHANGE WAVE                | AIR SWELL / GARI                    |
| 10月13日(月)                      | 青森 Quarter                         | AIR SWELL / GARI                    |
| 10月16日(木)                      | 函館 club COCOA                      | KEYTALK                             |
| 10月18日(土)                      | 札幌 PENNYLANE24                     | KEYTALK                             |
| 10月19日(日)                      | 苫小牧 ELLCUBE                       | KEYTALK                             |
| 10月23日(木)                      | 長野 JUNKBOX                         | HER NAME IN BLOOD                   |
| 10月25日(土)                      | 金沢 AZ                              | HER NAME IN BLOOD                   |
| 10月26日(日)                      | 新潟 LOTS                            | HER NAME IN BLOOD                   |
| 10月31日(金)                      | 郡山 #9                              | グッドモーニングアメリカ / TOTALFAT |
| 11月01日(土)                      | 仙台 rensa                           | グッドモーニングアメリカ / TOTALFAT |
| 11月03日(月)                      | 山形 ミュージック昭和Session         | グッドモーニングアメリカ / TOTALFAT |
| 11月06日(木)                      | 水戸 LIGHTHOUSE                      | PALM / dustbox                      |
| 11月08日(土)                      | 前橋 DYVER                           | PALM / dustbox                      |
| 11月09日(日)                      | 埼玉 HEAVEN'S ROCKさいたま新都心VJ-3 | PALM / dustbox                      |
| 11月13日(木)                      | 松阪 M'AXA                           | HaKU / FIVE NEW OLD                 |
| 11月15日(土)                      | 浜松 窓枠                            | HaKU / FIVE NEW OLD                 |
| 11月16日(日)                      | 甲府 KAZOO HALL                      | HaKU / FIVE NEW OLD                 |
| 11月21日(金)                      | 広島 CLUB QUATTRO                    | BIGMAMA                             |
| 11月22日(土)                      | 松山 SALONKITTY                      | BIGMAMA                             |
| 11月24日(月)                      | 神戸 VARIT.                          | tofubeats                           |
| PHASE 2 Release Tour FINAL SERIES |                                      |                                     |
| 12月06日(土)                      | 札幌 Zepp Sapporo                    | ムック                              |
| 12月09日(火)                      | 東京 Zepp Tokyo                      | でんぱ組.inc                        |
| 12月10日(水)                      | 名古屋 Zepp Nagoya                   | キュウソネコカミ                    |
| 12月13日(土)                      | 福岡 Zepp Fukuoka                    | でんぱ組.inc                        |
| 12月19日(金)                      | 心斎橋 club DROP                     |                                     |

## 演奏
- So : Vocal
- Minami : Vocal, Keyboard
- Sxun : Guitar, Vocal, Chorus
- Taiki : Guitar, Vocal, Chorus
- Tomonori : Drums
- Kei : Bass Guitar